# Hemerobius eatoni
Hemerobius eatoni là một loài côn trùng trong họ Hemerobiidae thuộc bộ Neuroptera. Loài này được Morton miêu tả năm 1906.